# 中津川市立田瀬小学校
中津川市立田瀬小学校(なかつがわしりつ たせしょうがっこう)は、かつて岐阜県中津川市田瀬にあった公立小学校。

## 概要
- 中津川市田瀬（旧・恵那郡福岡町田瀬）が校区であった。
- 2020年（令和2年）に中津川市立下野小学校と統合され廃校[1]。福岡地区の小学校は2023年に（令和5年）4月に全てが統合され、（新）中津川市立福岡小学校となった。

## 沿革
- 1873年（明治6年）
  - 1月 - 田瀬村に精進校が開校。民家を仮校舎とする。
  - 3月 - 南宮神社[注釈 1]を仮校舎とする。
- 1880年（明治13年） - 田瀬小学校に改称する。
- 1882年（明治15年）3月15日 - 現在地に校舎が完成し、移転。
- 1889年（明治22年）7月1日 - 福岡村、高山村、田瀬村が合併し、福岡村が発足。
- 1890年（明治23年） - 田瀬尋常小学校に改称する。
- 1903年（明治36年） - 農業補習学校を併設。
- 1910年（明治43年）
  - 5月 - 校舎（木造2か2階建）が完成。
  - 12月 - 女子補習科を設置。
- 1918年（大正7年）4月 - 田瀬尋常高等小学校に改称する。
- 1926年（大正15年）7月 - 青年訓練所を併設する。
- 1927年（昭和2年）5月 - 校舎を増築。
- 1935年（昭和10年）9月 - 校舎を増築。
- 1932年（昭和7年） - 校舎を増築。
- 1935年（昭和10年）7月 - 田瀬農業青年学校を併設。
- 1941年（昭和16年）4月1日 - 田瀬国民学校に改称する。
- 1943年（昭和18年）3月 - 田瀬農業青年学校が福岡村青年学校に統合され廃校。
- 1945年（昭和20年）8月 - 校舎の一部が軍需工場となる。
- 1947年（昭和22年）4月1日 - 福岡村立田瀬小学校に改称する。
- 1958年（昭和33年） - 屋内体育館が完成。
- 1966年（昭和41年）4月1日 - 町制施行により福岡町となる。同時に、福岡町立田瀬小学校に改称する。
- 1977年（昭和52年） - プールが完成。
- 1988年（昭和63年）3月10日 - 新校舎（鉄筋コンクリート造3階建）が完成。
- 2005年（平成17年）2月13日 - 中津川市が恵那郡坂下町、川上村、加子母村、付知町、福岡町、蛭川村、ならびに長野県木曽郡山口村を編入。同時に中津川市立田瀬小学校に改称する。
- 2020年（令和2年）
  - 3月3日 - 2019新型コロナウイルス感染症拡大防止のため休校。このため、3月14日に予定していた閉校式、閉校記念式典が中止となる[2][3]。
  - 3月25日 - 最後の卒業式を行う。
  - 3月26日 - 最後の修了式を行う。
  - 3月31日 - 中津川市立下野小学校と統合され、廃校。

## 学校周辺
- 田瀬神社　※通称：田瀬南宮神社
- 田瀬郵便局
- 付知川
- 二ッ森山
- 北恵那鉄道廃線跡

## 交通機関
北恵那交通バス停「向田瀬」下車徒歩10分